# Bausen
Bausen település Spanyolországban, Lleida tartományban. Bausen Canejan, Les, Catalonia, Artigue, Gouaux-de-Luchon, Arlos és Fos községekkel határos. Lakosainak száma 60 fő (2024).

## Népesség
A település lakosságának változását az alábbi diagram mutatja:
| Lakosok száma | 423  | 370  | 169  | 236  | 63   | 52   | 61   | 49   | 58   | 60   |
|               | 1787 | 1900 | 1940 | 1960 | 1986 | 2005 | 2010 | 2014 | 2019 | 2024 |